# Megan Fox
Megan Denise Fox (Oak Ridge, 16 maggio 1986) è un'attrice e modella statunitense.
Ha iniziato la sua carriera di attrice nel 2001, interpretando ruoli minori in serie televisive. Ha poi raggiunto la fama grazie al ruolo nella serie televisiva Hope & Faith e per aver vestito i panni di Mikaela Banes nei primi due film della saga Transformers. Successivamente ha recitato in altre opere di successo o comunque molto note come Jennifer's Body (2009) e alcuni film della saga delle Tartarughe Ninja.

## Biografia
Nata a Oak Ridge, nello Stato del Tennessee, Megan Fox ha origini irlandesi e francesi. È cresciuta fin dai primi anni a Rockwood con i genitori Gloria Darlene (nata Cisson) e Franklin Thomas Fox. I suoi genitori divorziarono quando era molto piccola e lei e sua sorella sono state cresciute dalla madre e dal patrigno Tony Tonachio.
A cinque anni si è avvicinata al mondo della danza ed intorno ai dieci si è trasferita in Florida, dove ha finito i suoi studi scolastici.
Durante i suoi anni a scuola è stata vittima di bullismo, ed infatti ha raccontato che per tale motivo era costretta a mangiare il pranzo in bagno. Fox ha spiegato che i problemi non nascevano per via del suo aspetto ma perché aveva pochi amici, più che altro ragazzi. Altri problemi erano legati al suo desiderio di diventare un'attrice.
Il suo debutto nel mondo della recitazione avviene a sedici anni quando è scelta per interpretare Brianna Wallace nel film Holiday in the Sun, al fianco di Ashley Olsen. Negli anni seguenti appare nelle serie televisive Le cose che amo di te e Due uomini e mezzo. Nel 2004 debutta al cinema nel film Quanto è difficile essere teenager!, che la vede opposta al personaggio interpretato da Lindsay Lohan. La Fox è poi apparsa nelle stagioni 2 e 3 della serie televisiva Hope & Faith, poi cancellata nel 2006.
Nel 2007 è coprotagonista del film Transformers di Michael Bay, prodotto da Steven Spielberg, vestendo i panni di Mikaela Banes al fianco di Shia LaBeouf. È stata nominata, per la sua interpretazione, agli MTV Movie Awards nella categoria "Breakthrough Performance"; ha anche ricevuto 3 nomine ai Teen Choice Awardss. Ha poi preso parte a Star System - Se non ci sei non esisti al fianco di Kirsten Dunst, Simon Pegg, Jeff Bridges, e Gillian Anderson. Nel 2009 è protagonista di Jennifer's Body, dove interpreta la cheerleader Jennifer Check posseduta da un demonio, al fianco di Amanda Seyfried e Adam Brody. Sempre nel 2009 interpreta di nuovo Mikaela Banes in Transformers - La vendetta del caduto. Per girare il film il regista le chiese di ingrassare di 5 chili, perché riteneva la Fox troppo magra.
In seguito alle sue prestazioni in Transformers - La vendetta del caduto e in Jennifer's Body, la Fox viene candidata ai Razzie Awards nella categoria "Peggior attrice".
Ad aprile 2009 inizia le riprese del film Jonah Hex. Verso la fine del 2010 venne confermato che Megan Fox non avrebbe fatto parte del cast del film Transformers 3: il produttore Steven Spielberg non aveva gradito il modo in cui l'attrice aveva parlato di Michael Bay durante un'intervista al tabloid inglese Daily Mail, in cui ella aveva equiparato il regista ad Adolf Hitler, per la maniera in cui, secondo lei, Bay dirigeva le riprese dei suoi film. Questo determinò la sua sostituzione nel ruolo di protagonista femminile con Rosie Huntington-Whiteley. Successivamente la Fox ha partecipato assieme a Dominic Monaghan al video di Love the Way You Lie, canzone del rapper statunitense Eminem. Il 2012 è poi l'anno in cui partecipa al film Friends with Kids di Jennifer Westfeldt, e sempre nello stesso anno realizza due camei nei film Il dittatore di Larry Charles e Questi sono i 40 di Judd Apatow.
Nel 2013 viene scelta per interpretare April O'Neil nel film Tartarughe Ninja diretto da Jonathan Liebesman, che vede la presenza di Michael Bay nel ruolo di produttore, lo stesso con il quale aveva avuto divergenze in passato che le impedirono di prendere parte al terzo capitolo di Transformers. Nel 2015 è nel cast del film Zeroville, tratto dall'omonimo romanzo di Stephen Michael Erickson e diretto da James Franco. Dal 2016 ha inoltre un ruolo ricorrente nella quinta e sesta stagione di New Girl, e torna a vestire i panni di April O'Neil nel film Tartarughe Ninja - Fuori dall'ombra. Nel 2018 debutta come conduttrice televisive nel programma da lei ideato Legends of the Lost with Megan Fox. Fra 2019 e 2020, Fox ha recitato in vari film indipendenti. Sempre nel 2020, Fox è protagonista del video musicale di Machine Gun Kelly Bloody Valentine.

## Immagine

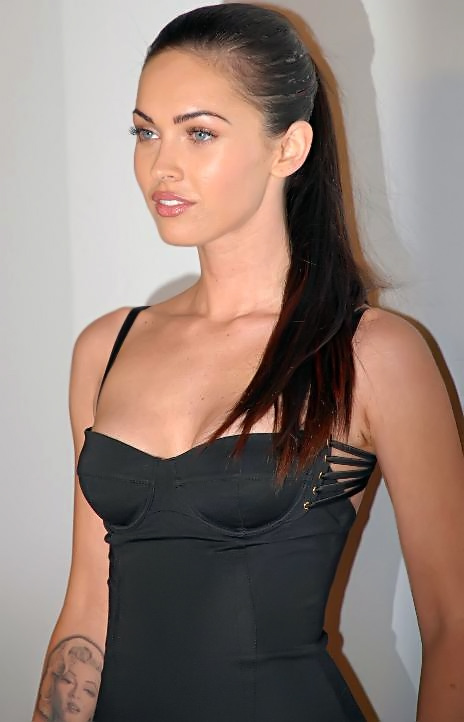
Megan Fox nel 2007

A tredici anni la Fox vince numerosi premi alla American Modeling and Talent Convention di Hilton Head, nella Carolina del Sud. Nel 2006 si è classificata al 68º posto tra le donne più sensuali del mondo secondo la rivista FHM; nella classifica di Maxim del 2007 si è classificata 18ª. Nel 2008 e nel 2009 riesce ad arrivare al 1º posto delle donne più sensuali del mondo sempre secondo FHM. Sempre nel 2008 è stata la protagonista di molte copertine, tra le più importanti: Cosmo Girl, GQ e FHM. Nel 2009 è di nuovo sulle copertine di GQ e Maxim, ma appare anche su Elle e Esquire.
È stata scelta come testimonial della campagna pubblicitaria di Giorgio Armani Underwear e Jeans Primavera/Estate 2010 insieme al calciatore Cristiano Ronaldo e riconfermata anche per la successiva campagna autunno-inverno; tra il 2011 e il 2013 è stata scelta come protagonista della campagna promozionale per la fragranze Armani Code, e tra il 2010 e 2012 è stata il volto della linea di bellezza di Giorgio Armani. Lo stilista ha dichiarato che l'attrice incarna la sua visione di bellezza delle donne: "libere, sicure di sé, dotate di forte femminilità, sensualità e forza". Nel 2010 viene scelta da Motorola come testimonial d'eccezione per lo spot trasmesso nel corso del Super Bowl per pubblicizzare il telefono Devour.  Nel 2013 è la testimonial di Instinct, la nuova fragranza Avon, e prende parte ad uno spot promozionale del videogioco Call of Duty: Ghosts.
Nel 2017 viene scelta dal marchio Lotus come testimonial della linea gioielli e orologi. Nel maggio dello stesso anno diventa comproprietaria del marchio di moda Frederic's of Hollywood.

## Vita privata
Megan ha rivelato di essere bisessuale in un'intervista del 2009 alla rivista Esquire, affermando: «Penso che le persone nascano bisessuali e poi facciano scelte subconscie basate sulle pressioni della società. Io non ho nessun dubbio di essere bisessuale».
Nel 2004 la Fox ha iniziato a frequentare l'attore Brian Austin Green, dopo averlo conosciuto sul set di Hope and Faith; lei aveva 18 anni, lui 30. Il 24 giugno 2010 i due si sono sposati con una cerimonia privata sull'isola di Maui. La coppia ha avuto tre figli: Noah Shannon Green (27 settembre 2012), Bodhi Ransom Green (12 febbraio 2014) e Journey River Green (4 agosto 2016). Nel 2015 era stata annunciata la separazione dell'attrice dal marito, ma i due si sono ricongiunti dopo qualche tempo. Nel maggio 2020 viene diffusa la notizia della loro separazione, rivelando che si erano già separati nel dicembre 2019. Il 15 ottobre 2021 viene ufficializzato il divorzio.
Nel giugno 2020 inizia una relazione con il rapper Machine Gun Kelly. Il 12 gennaio 2022 i due si fidanzano ufficialmente e l'11 novembre 2024, attraverso un post Instagram, la Fox annuncia la sua quarta gravidanza, avuta con lo stesso Machine Gun Kelly. I due si separano nel dicembre 2024. Il 27 marzo 2025 nasce Saga Blade Fox-Baker, la loro prima figlia. 

## Filmografia

### Attrice

#### Cinema
- Holiday in the Sun, regia di Steve Purcell (2001)
- Bad Boys II, regia di Michael Bay (2003) - non accreditata
- Quanto è difficile essere teenager! (Confessions of a Teenage Drama Queen), regia di Sara Sugarman (2004)
- Transformers, regia di Michael Bay (2007)
- Star System - Se non ci sei non esisti (How to Lose Friends & Alienate People), regia di Robert B. Weide (2008)
- Whore, regia di Thomas Dekker (2008)
- Transformers - La vendetta del caduto (Transformers: Revenge of the Fallen), regia di Michael Bay (2009)
- Jennifer's Body, regia di Karyn Kusama (2009)
- Jonah Hex, regia di Jimmy Hayward (2010)
- Passion Play, regia di Mitch Glazer (2010)
- Friends with Kids, regia di Jennifer Westfeldt (2011)
- Il dittatore (The Dictator), regia di Larry Charles (2012) - cameo
- Questi sono i 40 (This Is 40), regia di Judd Apatow (2012)
- Tartarughe Ninja (Teenage Mutant Ninja Turtles), regia di Jonathan Liebesman (2014)
- Tartarughe Ninja - Fuori dall'ombra (Teenage Mutant Ninja Turtles: Out of the Shadows), regia di Dave Green (2016)
- Above The Shadows, regia di Claudia Mayers (2019)
- Zeroville, regia di James Franco (2019)
- The Battle of Jangsari, regia di Kwak Kyung-taek e Kim Tae-hoon (2019)
- Think Like a Dog, regia di Gil Junger (2020)
- Rogue - Missione ad alto rischio (Rogue), regia di Michael J. Bassett (2020)
- Till Death, regia di Scott Dale (2021)
- Midnight in the Switchgrass - Caccia al serial killer (Midnight in the Switchgrass), regia di Randall Emmett (2021)
- Night Teeth, regia di Adam Randall (2021)
- Johnny & Clyde, regia di Alana Hart (2023)
- I mercenari 4 - Expendables (Expend4bles), regia di Scott Waugh (2023)
- Subservience, regia di S.K. Dale (2024)

#### Televisione
- Ocean Ave – soap opera, 135 episodi (2002-2003)
- Le cose che amo di te (What I Like About You) – serie TV, episodio 2x05 (2003)
- Due uomini e mezzo (Two and a Half Men) – serie TV, episodio 1x12 (2004)
- The Help – serie TV, episodi 1x01-1x02-1x05 (2004)
- Crimini con stile (Crimes of Fashion), regia di Stuart Gillard – film TV (2004)
- Hope & Faith – serie TV, 48 episodi (2004-2006)
- The Wedding Band (Wedding Band) – serie TV, episodio 1x02 (2012)
- New Girl – serie TV, 15 episodi (2016-2017)
- Overcompensating - L'inganno (Overcompensating) – serie TV, 3 episodi (2025)

#### Videoclip
- New Perspective, Panic! At The Disco (2009)
- Love the Way You Lie, Eminem feat. Rihanna (2010)
- Bloody Valentine, Machine Gun Kelly (2020)

### Doppiatrice
- Transformers: The Game – videogioco (2007)
- Transformers - La vendetta del caduto – videogioco (2009)
- Mortal Kombat 1: Nitara - videogioco (2023)

## Riconoscimenti
- Young Artist Award
  - 2005 – Candidatura alla Best Performance in a TV Series (Comedy or Drama) – Supporting Young Actress per Hope & Faith

- Teen Choice Awards
  - 2007 – Candidatura ai Choice Movie Actress: Action Adventure, Choice Movie: Breakout Female, Choice Movie: Liplock per Transformers
  - 2009 – Choice Female Hottie e Choice Summer Movie Star Female per Transformers - La vendetta del caduto

- National Movie Award
  - 2007 – Candidatura alla miglior performance per un personaggio femminile per Transformers

- MTV Movie Award
  - 2008 – Candidatura alla miglior performance rivelazione per Transformers

- Scream Award
  - 2009 – Miglior attrice di fantascienza per Transformers - La vendetta del caduto

- Spike Video Game Awards
  - 2009 – Best Performance By A Human Female per Transformers - La vendetta del caduto

- People's Choice Award
  - 2010 – Nomination: Team di attori preferito per Transformers - La vendetta del caduto

- Kids' Choice Awards[39]
  - 2010 – Candidatura all'attrice preferita per Transformers - La vendetta del caduto
  - 2015 – Candidatura all'attrice preferita per Tartarughe Ninja
  - 2017 – Candidatura all'attrice preferita per Tartarughe Ninja - Fuori dall'ombra

- Razzie Award
  - 2010 – Candidatura alla peggior attrice per Transformers - La vendetta del caduto e Jennifer's Body
  - 2010 – Candidatura alla peggior coppia  (condiviso con Shia LaBeouf) per Transformers - La vendetta del caduto
  - 2011 – Candidatura alla peggior attrice per Jonah Hex
  - 2011 – Candidatura alla peggior coppia (condiviso con Josh Brolin) per Jonah Ex
  - 2015 – Peggior attrice non protagonista per Tartarughe Ninja
  - 2017 – Candidatura alla peggior attrice per Tartarughe Ninja - Fuori dall'ombra
  - 2021 – Candidatura alla peggior attrice per Midnight in the Switchgrass - Caccia al serial killer
  - 2023 – Peggior attrice non protagonista per I mercenari 4 - Expendables
  - 2023 – Peggior attrice per Johnny & Clyde

## Doppiatrici italiane
Nelle versioni in italiano delle opere in cui ha recitato, Megan Fox è stata doppiata da:
- Alessia Amendola in Transformers, Transformers - La vendetta del caduto, Il dittatore, Tartarughe Ninja, Tartarughe Ninja - Fuori dall'ombra, Henry, ti presento Oliver, Night Teeth, I mercenari 4 - Expendables
- Federica De Bortoli in Hope & Faith, Jonah Hex, New Girl, Zeroville, Midnight in the Switchgrass - Caccia al serial killer, Till Death, La Biografia di Floyd
- Francesca Manicone in Quanto è difficile essere teenager!
- Myriam Catania in Star System - Se non ci sei non esisti
- Domitilla D'Amico in Jennifer's Body
- Rossella Acerbo in Questi sono i 40
- Monica Vulcano in Le cose che amo di te
- Valentina Mari in Friends with Kids
- Micaela Incitti in Due uomini e mezzo
- Elisa Giorgio in Rogue - Missione ad alto rischio
- Valentina Stredini in Johnny & Clyde
- Gea Riva in Subservience

Da doppiatrice è stata sostituita da:
- Greta Bortolotti in Mortal Kombat 11